# Cegielnia-Chylice
Cegielnia-Chylice (dawn. Cegielnia Chylice) – część miasta Konstancina-Jeziorny (SIMC 0920640), w województwie mazowieckim, w powiecie piaseczyńskim. Leży w południowej części miasta, przy granicy z Nowym Czarnowem. Obejmuje obszar i okolice starej cegielni wraz z terenem zalesionym i cmentarzem parafialnym na południowy wschód od cegielni. Teren ten oddziela historyczną wieś Stare Wierzbno (na zachodzie) od Nowego Wierzbna (na wschodzie) i – wszystkie trzy miejscowości znajdują się od 1977 w granicach Konstancina-Jeziorny.
Dawna osada cegielniana, w latach 1867–1954 w gminie Nowo-Iwiczna w powiecie warszawskim. W 1921 roku cegielnia Chylice liczyła 134 mieszkańców. 20 października 1933 utworzono gromadę Chylice w granicach gminy Nowo-Iwiczna, składającą się z wsi Chylice, folwarku Chylice, cegielni Chylice, osady młyńskiej Chylice i folwarku Pólko.
Od 1 lipca 1952 w powiecie piaseczyńskim. Tego samego dnia gromadę Chylice wraz z cegielnią Chylice wyłączono ze znoszonej gminy Nowo-Iwiczna i włączono do gminy Jeziorna. 
W związku z reorganizacją administracji wiejskiej jesienią 1954 cegielnia Chylice weszła w skład gromady Chylice.
W związku z reaktywowaniem gmin 1 stycznia 1973 Cegielnia-Chylice weszła w skład nowo utworzonej gminy Konstancin-Jeziorna.
1 sierpnia 1977 Cegielnię-Chylice (a także Cegielnię-Obory, Skolimów C, Skolimów Wieś, Stare Wierzbno i Nowe Wierzbno) wyłączono z gminy Konstancin-Jeziorna i włączono do Konstancina-Jeziorny.